# Blackville
Blackville is een plaats (town) in de Amerikaanse staat South Carolina, en valt bestuurlijk gezien onder Barnwell County.

## Demografie
Bij de volkstelling in 2000 werd het aantal inwoners vastgesteld op 2973.
In 2006 is het aantal inwoners door het United States Census Bureau geschat op 2898, een daling van 75 (-2,5%).

## Geografie
Volgens het United States Census Bureau beslaat de plaats een oppervlakte van
24,0 km², waarvan 23,7 km² land en 0,3 km² water. Blackville ligt op ongeveer 97 m boven zeeniveau.

## Plaatsen in de nabije omgeving
De onderstaande figuur toont nabijgelegen plaatsen in een straal van 16 km rond Blackville.